# Boltenia villosa
Boltenia villosa is een zakpijpensoort uit de familie van de Pyuridae. Deze soort werd in 1864 voor het eerst beschreven door de Amerikaanse zeebioloog William Stimpson, die het de naam Cynthia villosa gaf. Het werd later overgebracht naar het geslacht Boltenia. Het typeplaats is Puget Sound, in de Amerikaanse staat Washington.

## Beschrijving
Boltenia villosa is een solitaire, tonvormige zakpijp die kan uitgroeien tot een hoogte van ongeveer 10 cmen een breedte van 2,5 cm. Het heeft een kleine basis en is aan het substraat bevestigd door een steel die kort of lang kan zijn. De mantel is dik bekleed met korte, borstelige, onvertakte uitsteeksels. De sifons, die misschien moeilijk te zien zijn, zijn oranje of rood en de mantel is lichtbruin of oranjerood. Deze zakpijp lijkt qua uiterlijk op Boltenia echinata, die wordt aangetroffen in de noordelijke Atlantische Oceaan, maar de haarachtige uitsteeksels zijn talrijker, korter en missen de radiale takken die aanwezig zijn in B. echinata.

## Verspreiding
Deze soort wordt gevonden in de noordoostelijke Stille Oceaan en de Noordelijke IJszee, op diepten van de lagere intergetijdengebied tot ongeveer 100 meter. Het wordt gevonden op zowel schelpen als modderige bodems.

## Ecologie
Verschillende zakpijpen concentreren het element vanadium in hun lichaamsweefsels, maar B. villosa doet dit in grotere mate dan de meeste andere soorten. Net als andere zakpijpen is het een filtervoeder, die water naar binnen trekt via de buccale sifon, planktondeeltjes eruit filtert en het water en afvalstoffen via de atriale sifon verdrijft. Het voedt zich voornamelijk met de larven van schaal- en weekdieren en met de eieren van verschillende organismen. Soms leven in symbiose in het lichaamholte een kleine krab of een copepods. B. villosa wordt gegeten door zowel de huisjesslak fusitriton oregonensis als de zeesterren Dermasterias imbricata en orthasterias koehleri koehleri.